# Horseshoe Beach
Horseshoe Beach est une ville américaine située dans le comté de Dixie en Floride.

## Démographie
| 1970 | 1980 | 1990 | 2000 | 2010 | - |
| ---- | ---- | ---- | ---- | ---- | - |
| 124  | 304  | 252  | 206  | 169  | - |

Selon le recensement de 2010, Horseshoe Beach compte 169 habitants. La municipalité s'étend sur 0,48 milles carrés (1,24 km2).